# Scott Dragon
Pour les articles homonymes, voir Dragon.
Pas d'image ? Cliquez ici
Scott Dragon est un pilote américain de stock-car né le 21 décembre 1973 à Colchester, Vermont aux États-Unis. Membre d'une famille célèbre dans l'univers du stock-car du nord-est des États-Unis au cours des 40 dernières années, il est le fils de l'ancien pilote Bobby Dragon, neveu de Beaver et cousin de Brent.
Ces dernières années, il a surtout été actif en série PASS North. À la conclusion de la saison 2014, sa fiche montre une victoire, trois top 5 et neuf top 10 en 32 départs.
En ACT Tour, sa fiche est de trois victoires, 17 top 5 et 33 top 10 en 82 départs de 1999 à 2014.